# Tommy Lawton
Pour les articles homonymes, voir Lawton.
Tommy Lawton (né le 6 octobre 1919 à Farnworth, près de Bolton - décédé le 6 novembre 1996) était un footballeur (attaquant) puis entraîneur de football anglais.
Il a été sélectionné 23 fois en équipe d'Angleterre de football et a marqué 22 buts entre 1938 et 1948.

## Clubs en tant que joueur
- Burnley FC : 1935-1936
- Everton FC : 1936-1939
- Chelsea FC : 1945-1947
- Notts County : 1947-1951
- Brentford FC : 1951-1953
- Arsenal FC : 1953-1955
- Kettering Town : 1955-1956

## Clubs en tant qu'entraîneur
- Brentford FC : 1953
- Kettering Town : 1956
- Notts County : 1957-1958
- Kettering Town : 1963-1964

## Palmarès
Everton FC
- Champion du Championnat d'Angleterre de football (1) :
  - 1939.
- Meilleur buteur du Championnat d'Angleterre de football (2) :
  - 1938: 28 buts & 1939: 35 buts.

Notts County FC
- Meilleur buteur du Championnat d'Angleterre de football D3 Sud (1) :
  - 1950: ? buts.